# H・I・P
『H・I・P』（ヒップ）は、1993年（平成5年）10月5日から1995年（平成7年）9月29日までテレビ朝日で放送された情報番組。三菱電機の一社提供。
タイトルの『H・I・P』とは『Hot Information Press（ホット・インフォメーション・プレス）』の略称で、正式な番組名は『MITSUBISHI Presents Hot Information Press - H・I・P -』（ミツビシ・プレゼンツ - ）。放送時間は火曜 - 金曜1:00 - 1:10（月曜 - 木曜25:00 - 25:10）（JST）。

## 概要
番組は毎日CGによるバーチャルセットにナビゲーターとして若手女性タレントが登場し、最新芸能・映画・音楽・流行などの早出し情報を10分間にわたって紹介していくもの。当時かけ出しだったさとう珠緒、木村佳乃、浜崎あゆみ、華原朋美、鈴木紗理奈らもナビゲーターを務めた。制作会社はテレビ朝日映像、ディレクターは加藤大幸、木内健夫ほか。ナレーターはケイ・グラントが担当（田畑祐一アナウンサーが担当したときもあった）。
1994年（平成6年）4月にはHIPPERSメンバーの総入れ替えを行うとともに、バーチャルCGをプールサイドに一新。第3期メンバーのみ1期通して全員水着で出演した。
番組は1995年（平成7年）9月29日で終了し、後番組には翌週10月3日から飯島直子、鈴木蘭々らの出演によるミニドラマ仕立てのトレンド情報番組『桃かん』が放送開始された。

## HIPPERS
番組ではナビゲーターを務める女性タレントを総称して『HIPPERS（ヒッパーズ）』という。番組開始当初は毎日1名ずつによる担当だったが、1994年（平成6年）1月より毎日2名ずつとなった。
| 放送期間                    | 火曜日                                                         | 水曜日                                                                                       | 木曜日                                           | 金曜日                                               |
| --------------------------- | -------------------------------------------------------------- | -------------------------------------------------------------------------------------------- | ------------------------------------------------ | ---------------------------------------------------- |
| 1993年10月 - 12月 （第1期） | あいざわかおり 白鳥智恵子 （隔週交代）                         | 秋本翼（現：秋本つばさ） 宮田尚美 （隔週交代）                                               | 貴田麻耶 三浦早苗 （隔週交代）                   | 高橋ゆかり みさき（現・勝間みさき）                  |
| 1994年1月 - 3月 （第2期）   | 西野妙子・珠緒（現・さとう珠緒） 神崎恵・木村佳乃 （隔週交代） | 市井由理（東京パフォーマンスドール（当時） → EAST END×YURI）・松本恵子 三浦早苗 （隔週交代） | 高橋ゆかり・みさき 大月奈美・森谷密 （隔週交代） | 宮田尚美・高原由紀 中村英子・桂木亜沙美 （隔週交代） |
| 1994年4月 - 6月 （第3期）   | 浜崎あゆみ                                                     | 遠峯ありさ（現・華原朋美）                                                                   | 宇田川綾子・松田千奈                             |                                                      |
| 1994年7月 - 9月 （第4期）   | 松田千奈・細木美和                                             | 池田笑子・織江静華                                                                           | 木内あきら・遠峯ありさ                           |                                                      |
| 1994年10月 - 12月 （第5期） | 秋元彩香                                                       |                                                                                              | 金澤あかね（現・藤沢かりん）                     | 細尾恵美子・鈴木紗理奈                               |
| 1995年1月 - 3月 （第6期）   | 神崎萌子                                                       |                                                                                              | 有村ゆかり・金澤あかね                           | 山室千代子                                           |
| 1995年4月 - 6月 （第7期）   |                                                                | 遠藤美生                                                                                     | 安純子・すまりえ（現・須磨史衣）                 | 松崎麻矢（元・Favorite Blue）・神林彩                |
| 1995年7月 - 9月 （第8期）   | 遠藤美生・加藤由季                                             |                                                                                              | 武藤峰子・小西雅子                               | 神林彩                                               |

なお、最終週（1995年（平成7年）9月26日 - 9月29日）は第7・8期メンバーの遠藤美生と神林彩が1週間通しで出演し、2年間の総集編で番組の歴史を締めくくった。